# Reformas Kyōhō
As reformas Kyōhō (享保の改革, Kyoho não kaikaku) são um conjunto de políticas económicas implementadas em 1717 no Japão pelo shogunato Tokugawa. Estas reformas, desenvolvidas pelo oitavo shogun Tokugawa Yoshimune, abrangendo os primeiros vinte anos do seu shogunato.
As reformas visavam tornar o shogunato financeiramente solvente. Por causa das tensões entre a ideologia do confucionismo e a realidade económica do Japão Tokugawa, Yoshimune julgou necessário resolver alguns princípios confucionistas que dificultavam o processo de reforma.
As reformas Kyōhō incluem o ênfase na frugalidade, bem como a formação de alianças comerciais que permitiram maior controle e tributação. Regras de atendimento alternativos (sankin kotai) foram distendidas e a proibição de livros ocidentais (menos as que dizem respeito ou referindo-se ao cristianismo) foram enfatizada.
Este movimento de reforma foi seguido por outros três, durante o período Edo: as reformas Kansei da década de 1790, as reformas Tenpō da década de 1830, e as reformas Keiō de 1866-1867.